# Halálozások 1997-ben
Ez a szócikk az 1997-es évben elhunyt nevezetes személyeket sorolja fel.

## December
| Dátum        | Név                 | Foglalkozás / tisztség                                                         | Kor | Forrás |
| ------------ | ------------------- | ------------------------------------------------------------------------------ | --- | ------ |
| december 27. | Hella Keem          | észt nyelvész, néprajzkutató                                                   | 082 |        |
| december 24. | Mifune Tosiró       | japán színész                                                                  | 077 |        |
| december 18. | Chris Farley        | amerikai színész, komikus                                                      | 033 |        |
| december 9.  | Karl August Folkers | amerikai biokémikus, biológus, a Q10 koenzim kutatója, a B12 vitamin izolátora | 091 |        |
| december 7.  | Félix Candela       | mexikói építész                                                                | 087 |        |
| december 4.  | Kameniczky József   | gépészmérnök, fegyvertervező                                                   | 074 |        |

## November
| Dátum        | Név               | Foglalkozás / tisztség                                         | Kor | Forrás |
| ------------ | ----------------- | -------------------------------------------------------------- | --- | ------ |
| november 30. | Kathy Acker       | amerikai költő, író, drámaíró                                  | 050 |        |
| november 30. | Würtzler Arisztid | magyar-amerikai hárfaművész, hárfatanár, zeneszerző            | 072 |        |
| november 27. | Nello Pazzafini   | olasz karakterszínész, kaszkadőr                               | 063 |        |
| november 25. | Charles Hallahan  | amerikai színész (A dolog, Fakó lovas)                         | 054 |        |
| november 24. | Barbara           | francia sanzonénekes                                           | 067 | –      |
| november 22. | Michael Hutchence | ausztrál énekes, zenész, dalszerző (INXS), színész             | 037 |        |
| november 22. | Kardos G. György  | József Attila-díjas író, újságíró, dramaturg                   | 072 | –      |
| november 22. | Dümmerth Dezső    | történész, író                                                 | 072 |        |
| november 16. | Georges Marchais  | francia politikus, a Francia Kommunista Párt egykori főtitkára | 077 |        |
| november 15. | Wagner Nándor     | szobrász, festő                                                | 075 |        |
| november 12. | Kroó György       | zenetörténész, zenekritikus, szerkesztő                        | 071 |        |
| november 12. | Szabó Sándor      | Kossuth- és Jászai Mari-díjas színész, kiváló művész           | 082 |        |
| november 9.  | Helenio Herrera   | argentin labdarúgó, edző, sporttisztségviselő                  | 087 |        |
| november 7.  | Mamcserov Frigyes | filmrendező                                                    | 074 |        |
| november 6.  | Luigi Cantone     | olimpiai és világbajnok olasz párbajtőrvívó                    | 080 |        |
| november 4.  | George Chambers   | Trinidad és Tobagó-i politikus, miniszterelnök (1981–1986)     | 069 |        |

## Október
| Dátum       | Név                 | Foglalkozás / tisztség                                                                    | Kor | Forrás |
| ----------- | ------------------- | ----------------------------------------------------------------------------------------- | --- | ------ |
| október 31. | Hans Bauer          | nyugatnémet válogatott világbajnok német labdarúgó, hátvéd                                | 070 |        |
| október 29. | Anton Szandor LaVey | a Sátán egyházának alapítója és főpapja volt, emellett író, okkultista, színész és zenész | 067 |        |
| október 26. | Hagelmayer István   | közgazdász, a magyar pénzelmélet továbbfejlesztője                                        | 063 | –      |
| október 24. | Luis Aguilar        | mexikói színész, énekes                                                                   | 079 |        |
| október 14. | Harold Robbins      | amerikai író                                                                              | 081 |        |
| október 12. | John Denver         | amerikai zenész, dalszerző                                                                | 053 | –      |
| október 4.  | Otto Ernst Remer    | német katonatiszt a II. világháború alatt                                                 | 085 |        |

## Szeptember
| Dátum          | Név                       | Foglalkozás / tisztség                          | Kor | Forrás |
| -------------- | ------------------------- | ----------------------------------------------- | --- | ------ |
| szeptember 29. | Roy Lichtenstein          | amerikai festő                                  | 073 |        |
| szeptember 26. | Zsoldos Péter             | sci-fi-író                                      | 067 |        |
| szeptember 21. | Zólyomi Bálint            | botanikus, az MTA tagja                         | 089 |        |
| szeptember 18. | Vámosi János              | táncdalénekes                                   | 072 |        |
| szeptember 9.  | Burgess Meredith          | amerikai színész (Rocky-sorozat)                | 089 |        |
| szeptember 6.  | Harivans Lál Púndzsa      | advaita mester, filozófus                       | 086 |        |
| szeptember 6.  | Zsurzs Éva                | Kossuth-díjas rendező                           | 071 |        |
| szeptember 5.  | Solti György              | karmester, zongoraművész                        | 084 |        |
| szeptember 5.  | Kalkuttai Teréz anya      | Béke Nobel-díjas apáca, rendalapító             | 087 |        |
| szeptember 2.  | Viktor Frankl             | osztrák neurológus, pszichiáter                 | 092 |        |
| szeptember 1.  | Czibor Zoltán             | olimpiai bajnok labdarúgó, az Aranycsapat tagja | 068 | –      |
| szeptember 1.  | Konsztantyin Kuzmics Reva | világbajnok (1949) szovjet röplabdázó           | 076 |        |

## Augusztus
| Dátum         | Név                     | Foglalkozás / tisztség                                               | Kor | Forrás |
| ------------- | ----------------------- | -------------------------------------------------------------------- | --- | ------ |
| augusztus 31. | Diána walesi hercegné   | Károly walesi herceg, brit trónörökös első felesége                  | 036 | –      |
| augusztus 30. | Frunze Dovlatjan        | szovjet-örmény filmrendező, színész                                  | 070 | –      |
| augusztus 27. | Sally Blane             | amerikai színésznő                                                   | 087 |        |
| augusztus 22. | Noé Murayama            | mexikói színész                                                      | 067 |        |
| augusztus 21. | Misael Pastrana Borrero | kolumbiai jogász, politikus, államelnök (1970–1974)                  | 073 |        |
| augusztus 17. | Baranyai Miklós         | orvos, politikus, országgyűlési képviselő (MDF)                      | 063 | –      |
| augusztus 15. | Galabárdi Zoltán        | József Attila-díjas író                                              | 069 |        |
| augusztus 8.  | Ġużè Aquilina           | máltai író, nyelvész                                                 | 086 |        |
| augusztus 6.  | Herczeg Klára           | Munkácsy-díjas szobrász, érem- és porcelánművész                     | 090 | –      |
| augusztus 4.  | Jeanne Calment          | francia korrekordernő, a bizonyítottan leghosszabb élettartamú ember | 122 | –      |
| augusztus 2.  | William Burroughs       | amerikai író                                                         | 083 | –      |

## Július
| Dátum      | Név                    | Foglalkozás / tisztség        | Kor | Forrás |
| ---------- | ---------------------- | ----------------------------- | --- | ------ |
| július 23. | David Warbeck          | angol-olasz színész           | 055 |        |
| július 19. | Tollas Tibor           | költő                         | 076 |        |
| július 18. | Eugene Merle Shoemaker | amerikai geológus, csillagász | 069 |        |
| július 17. | Hugo Gunckel Lüer      | chilei botanikus              | 095 | –      |
| július 15. | Gianni Versace         | olasz divattervező            | 050 |        |
| július 2.  | James Stewart          | Oscar-díjas amerikai színész  | 089 |        |
| július 1.  | Robert Mitchum         | amerikai színész              | 079 |        |

## Június
| Dátum      | Név                   | Foglalkozás / tisztség                                         | Kor | Forrás |
| ---------- | --------------------- | -------------------------------------------------------------- | --- | ------ |
| június 30. | Benkő Gyula           | Jászai Mari-díj-as színművész                                  | 078 |        |
| június 27. | Fodor András          | Kossuth-díjas költő, esszéíró                                  | 068 |        |
| június 25. | Jacques-Yves Cousteau | francia tengerkutató, felfedező, természettudós és filmkészítő | 087 | –      |
| június 21. | Kacu Sintaró          | japán színész, énekes                                          | 065 |        |
| június 20. | John Akii-Bua         | olimpiai bajnok (1972) ugandai atléta, futó                    | 047 |        |
| június 14. | Richard Jaeckel       | amerikai színész ('A piszkos tizenkettő)                       | 070 |        |
| június 12. | Bulat Okudzsava       | szovjet-orosz költő, író, dalénekes                            | 073 |        |
| június 9.  | Bajkó Károly          | olimpiai bronzérmes birkózó                                    | 052 | –      |
| június 8.  | Amos Tutuola          | nigériai angol nyelvű író                                      | 076 |        |
| június 7.  | Stanley Schachter     | amerikai szociálpszichológus                                   | 075 |        |
| június 3.  | Werner Mária          | énekművész (szoprán)                                           | 072 | –      |
| június 2.  | Turay Ida             | színésznő                                                      | 089 |        |

## Május
| Dátum     | Név                     | Foglalkozás / tisztség                                                | Kor | Forrás |
| --------- | ----------------------- | --------------------------------------------------------------------- | --- | ------ |
| május 24. | Edward Mulhare          | ír származású televíziós színész                                      | 074 |        |
| május 22. | Alfred Hershey          | Nobel-díjas amerikai mikrobiológus, genetikus                         | 088 |        |
| május 16. | Giuseppe De Santis      | olasz forgatókönyvíró, filmrendező                                    | 080 |        |
| május 12. | Hadrovics László        | állami díjas nyelvész, szlavista, egyetemi tanár, az MTA rendes tagja | 086 |        |
| május 6.  | Jorge Martínez de Hoyos | mexikói színész (A hét mesterlövész)                                  | 076 |        |
| május 5.  | Walter Gotell           | német-brit színész                                                    | 073 |        |
| május 5.  | Kibédi Ervin            | Jászai Mari-díjas színművész                                          | 072 |        |

## Április
| Dátum       | Név                    | Foglalkozás / tisztség                                    | Kor | Forrás |
| ----------- | ---------------------- | --------------------------------------------------------- | --- | ------ |
| április 29. | Mestyán Tibor          | operatőr                                                  | 070 | —      |
| április 27. | Dulce María Loynaz     | Cervantes-díjas kubai író                                 | 094 |        |
| április 21. | Diosdado Macapagal     | Fülöp-szigeteki politikus, államfő (1961–1965)            | 086 |        |
| április 21. | Andrés Rodríguez       | paraguayi politikus, államelnök (1989–1993)               | 073 |        |
| április 20. | Henry Mucci            | amerikai katonatiszt, a cabanatuani mentőakció irányítója | 088 |        |
| április 17. | Háim Hercog            | izraeli politikus, államfő (1983–1993)                    | 078 |        |
| április 16. | Claude Tresmontant     | francia filozófus                                         | 071 |        |
| április 15. | Carlos Enrique Taboada | mexikói forgatókönyvíró, filmrendező                      | 067 |        |
| április 12. | George Wald            | Nobel-díjas amerikai fiziológus, neurobiológus            | 090 |        |
| április 5.  | Allen Ginsberg         | amerikai költő                                            | 070 |        |
| április 2.  | Durkó Zsolt            | Kossuth-díjas zeneszerző                                  | 062 |        |

## Március
| Dátum       | Név                     | Foglalkozás / tisztség                                      | Kor | Forrás |
| ----------- | ----------------------- | ----------------------------------------------------------- | --- | ------ |
| március 24. | Roberto Sánchez Vilella | Puerto Ricó-i politikus, kormányzó (1965–1969)              | 084 |        |
| március 21. | Pekka Parikka           | finn filmrendező, forgatókönyvíró                           | 057 |        |
| március 19. | Willem de Kooning       | holland képzőművész                                         | 092 |        |
| március 17. | Étienne Goyémidé        | közép-afrikai író                                           | 055 |        |
| március 15. | Victor Vasarely         | festő                                                       | 090 | –      |
| március 14. | Fred Zinnemann          | osztrák születésű amerikai, Oscar-díjas filmrendező         | 089 |        |
| március 12. | Holl Béla               | piarista szerzetes, irodalomtörténész                       | 074 |        |
| március 9.  | The Notorious B.I.G.    | amerikai rapper                                             | 024 |        |
| március 8.  | Béky-Halász Iván        | költő, műfordító                                            | 077 |        |
| március 8.  | Alexander Salkind       | orosz származású filmproducer                               | 075 | –      |
| március 6.  | Cheddi Jagan            | guyanai politikus, államfő (1992–1997)                      | 078 |        |
| március 6.  | Michael Manley          | jamaicai politikus, miniszterelnök (1972–1980 és 1989–1992) | 072 |        |
| március 5.  | Jean Dréville           | francia filmrendező                                         | 090 | —      |
| március 4.  | Simándy József          | operaénekes                                                 | 080 | —      |

## Február
| Dátum       | Név              | Foglalkozás / tisztség                                      | Kor | Forrás |
| ----------- | ---------------- | ----------------------------------------------------------- | --- | ------ |
| február 23. | Csomai Zoltán    | üzletember, politikus, író, költő                           | 047 |        |
| február 19. | Teng Hsziao-ping | kínai politikus, forradalmár                                | 092 | [ 1 ]  |
| február 16. | Chien-Shiung Wu  | Wolf-díjas kínai-amerikai fizikus                           | 084 |        |
| február 13. | Rubik Ernő       | gépészmérnök, repülőgép-tervező                             | 086 | –      |
| február 12. | Rácz Vali        | színésznő, énekesnő                                         | 085 |        |
| február 3.  | Pecznik János    | agrokémikus                                                 | 082 |        |
| február 3.  | Bohumil Hrabal   | cseh író                                                    | 082 |        |
| február 2.  | Erich Eliskases  | osztrák sakkozó, nemzetközi nagymester, sakkolimpiai bajnok | 083 |        |
| február 1.  | Solt Ottilia     | szociológus                                                 | 053 |        |

## Január
| Dátum      | Név                        | Foglalkozás / tisztség                                          | Kor | Forrás |
| ---------- | -------------------------- | --------------------------------------------------------------- | --- | ------ |
| január 26. | Halmos László              | zeneszerző, karnagy                                             | 087 |        |
| január 25. | Ortutay Elemér             | görögkatolikus teológiai tanár, Ortutay Jenő fia                | 080 |        |
| január 21. | Tom Parker                 | holland születésű amerikai vállalkozó, Elvis Presley menedzsere | 087 |        |
| január 20. | Tamara Fjodorovna Makarova | orosz szovjet színésznő                                         | 089 |        |
| január 19. | Bertha Bulcsu              | író, költő, publicista                                          | 061 |        |
| január 17. | Clyde Tombaugh             | amerikai csillagász, a Plutó felfedezője                        | 090 |        |
| január 16. | Gróf Ödön                  | Európa-bajnok úszó, edző                                        | 081 |        |
| január 8.  | Melvin Calvin              | Nobel-díjas amerikai vegyész                                    | 085 | —      |
| január 5.  | André Franquin             | belga képregényalkotó                                           | 073 |        |
| január 4.  | Lévai Sándor               | bábművész, báb- és díszlettervező                               | 066 | —      |
| január 1.  | Kőrösy Ferenc              | izraeli magyar vegyészmérnök, az MTA tagja                      | 090 |        |
| január 1.  | Townes Van Zandt           | amerikai zenész                                                 | 052 | —      |

## Külső hivatkozások
- Kiegészítések a Magyar Életrajzi Kalauzhoz
- A Nemzeti Kegyeleti- és Emlékhely-bizottság honlapja